# Face Value (álbum)
Face Value es el álbum debut como solista del músico británico Phil Collins, voz líder y baterista de la banda Genesis, publicado en 1981 con el sello Virgin en el Reino Unido e Irlanda, y con Atlantic internacionalmente. El disco incluye el primer hit "In the Air Tonight", cuyo oscuro estado de ánimo está inspirado en el fracaso de su matrimonio con su primera esposa Andrea.

## Concepción
Phil Collins se hizo conocido siendo baterista de la banda de rock progresivo Genesis de 1971 hasta 1996. Cuando Peter Gabriel dejó la banda en 1975 al no encontrar un cantante idóneo, voltearon donde Collins y le pidieron que probara cantar algunas canciones sin dejar su responsabilidad en la batería. De esta forma Collins se mantuvo en Genesis hasta mediados de los 90s cuando se marchó de la banda. Su primer disco como solista fue el álbum Face Value (1981) disco muy íntimo cuyas canciones no estaban destinadas a ver la luz.
Para 1979, Genesis ya había acabado la gira del disco ...And Then There Were Three... (1978) y para ese momento Phil Collins estaba teniendo problemas personales. Su primer matrimonio estaba acabándose principalmente por la "adicción al trabajo" que tenía Collins. Aparte de Genesis, Phil Collins trabaja con su banda de jazz fusión Brand X, trabajaba como músico de estudio con gente como Peter Gabriel, Robert Fripp, etc. En resumen su esposa no aguantó más la falta de atención y lo dejó mudándose a Canadá para luego pedirle el divorcio. Teniendo su casa vacía y tiempo libre empezó a componer y grabar unos demos que los hizo, según él, de puro aburrimiento y que no pretendía en ningún momento grabar un disco comercial con ellos. En 1981 y después de lanzar el disco Duke (1980) con Genesis, lanzaría recién el álbum Face Value.

## Música y producción
De esa mala experiencia personal nació el tiempo para grabar los demos que luego se convertirían en las canciones del disco y aparte la temática del álbum se inspiró en lo que vivió en esos años. La frustración de sentirse solo, perder a sus hijos, en general el disco tiene una sensación de depresión y perdida en prácticamente todas de sus canciones. Face Value es un disco catártico, emocional y por encima de todo sincero en lo que expresa. Pocos artistas son capaces de mostrarse de forma tan abierta al público y a sus fanes y más aún cuando se viene de la era del rock progresivo, género acostumbrado a ser más racional que emocional. 
De esa catarsis que mencionó salieron canciones como "In the Air Tonight", una de las canciones más conocidas del disco y de la carrera de Phil Collins. La canción, según Collins, salió de casualidad cuando jugaba con una Caja de ritmos y empezó a improvisar una letra mientras tocaba algunos acordes en un teclado. La decisión de usar una caja de ritmos fue criticada en su época por tratarse de uno de los mejores bateristas que el rock progresivo había dado. Uno al escuchar la canción puede sentir mucho la rabia y frustración que sentía en el momento y la letra representa el reclamo que una persona le hace a otra sacando en cara traiciones y mentiras.

"But I know the reason why you keep your silence, oh no you don't fool me. 
Well the hurt doesn't show, but the pain still grows. It's no stranger to you and me."

Rabia pura.
Face Value también es relevante por las opciones musicales que tomó Phil Collins a la hora de componerlo. Aun así, habiendo tocado rock progresivo por 10 años, aparte de tocar jazz fusión, su mayor influencia escondida fue el llamado género "Motown", iniciado en los 60s en EE. UU. con artistas como los Jackson 5, Diana Ross & The Supremes, etc. Es por eso que para los arreglos llamó a la sección de vientos de la banda de funk Earth, Wind & Fire. Para ese entonces que un músico inglés vaya por esos rumbos fue algo un poco incomprendido pero que al final se volvió parte del estilo de la carrera solista de Phil Collins y que le dio muchos frutos. De esa combinación de influencias salieron canciones como I Missed Again, tema de ritmo movido pero con un trasfondo de negatividad que rodea al disco.
Durante las grabaciones de los demos que luego se volvieron las canciones del disco, Collins aprendió a tocar lo que sería su segundo instrumento preferido, el piano. Algo que casi nunca ha hecho en su carrera ha sido cantar y tocar batería a la vez, no porque no pueda sino porque, según Collins, visualmente es desordenado dentro del escenario, pero fue diferente en el caso del piano. Phil Collins grabó la voz, la batería y además el piano en cada canción. The Roof is Leaking es una canción que muestra su evolución como músico.
Nunca ha escondido el hecho que le gusta componer e interpretar canciones románticas que atraen más a un público adulto que un público joven, es por eso que Phil Collins siempre ha sido popular en las radios orientados a adultos. If Leaving Me is Easy es la balada más triste del álbum. La forma en que canta la canción deja en evidencia el dolor que sentía en el momento. En la letra canta acerca de las esperanzas que su expareja vuelva con él y la incredulidad de que lo suyo haya acabado. 

"But I didn't believe it, not you, no you would not let me go. 
Seems I was wrong, but I love, I love you the same.
And that's the one thing that you can't take away."

El momento alegre es con el instrumental Hand in Hand. Dentro de tanta negatividad algo de luz tenía que haber y en este track Collins muestra que no se ha olvidado de su gusto por el ritmo sumándole un sonido orquestal que lo hace sobresalir.

## Récord en las carteleras
Publicado el 9 de febrero de 1981, Face Value se convirtió en un éxito inmediato, alcanzando el número uno en el Reino Unido, Canadá y otros países europeos, mientras que en horas entró en la lista de los diez primeros en los Estados Unidos. "In the Air Tonight" se convirtió en el mayor éxito del álbum, alcanzando el número dos en el Reino Unido, número uno en los otros tres países, y convirtiéndose en un éxito de los veinte en los Estados Unidos. Otras canciones como " I Missed Again "que se encuentra un modesto éxito, alcanzando el número catorce en el Reino Unido y el número diecinueve en los EE. UU., mientras que el tercer sencillo," if Leaving Me Is Easy ", alcanzó el número diecisiete en el Reino Unido, pero no fue estrenada en Estados Unidos. Las ventas del álbum llegó a cinco millones solo en los Estados Unidos y fue cinco veces disco de platino en el Reino Unido y diez veces platino en Canadá. No hubo gira en solitario de este álbum y Collins no tocaría en vivo como solista hasta 1982.

## Lista de canciones
Todas las canciones escritas por Phil Collins, excepto donde se indique.

| N.º | Título                  | Escritor(es)                              | Duración |  |
| 1.  | «In the Air Tonight»    |                                           | 5:32     |  |
| 2.  | «This Must Be Love»     |                                           | 3:55     |  |
| 3.  | «Behind the Lines»      | Phil Collins, Mike Rutherford, Tony Banks | 3:53     |  |
| 4.  | «The Roof is Leaking»   |                                           | 3:16     |  |
| 5.  | «Droned»                |                                           | 2:55     |  |
| 6.  | «Hand in Hand»          |                                           | 5:12     |  |
| 7.  | «I Missed Again»        |                                           | 3:41     |  |
| 8.  | «You Know What I Mean»  |                                           | 2:33     |  |
| 9.  | «Thunder and Lightning» |                                           | 4:12     |  |
| 10. | «I'm Not Moving»        |                                           | 2:33     |  |
| 11. | «If Leaving Me Is Easy» |                                           | 4:54     |  |
| 12. | «Tomorrow Never Knows»  | John Lennon, Paul McCartney               | 4:46     |  |

## Demos
Muchas canciones fueron omitidas en el disco, por ejemplo:
- Don't Break My Heart (la canción es muy parecida a I'm Not Moving, se le podría considerarse como una versión temprana con letra diferente).
- How Can You Just Sit there? (versión temprana de Against All Odds (Take a Look at Me Now), canción que aparecería en la película Against All Odds (película del mismo nombre) en 1984.
- Misunderstanding (Collins, Rutherford, Banks) (Canción que apareció en el álbum Duke de  Genesis en el año 1980).
- Please Don't Ask (Collins, Rutherford, Banks) (Al igual que Misunderstanding, esta canción apareció en el álbum Duke de  Genesis en el año 1980).

## Personal
- Phil Collins: vocalista, batería, percusión, Vocoder, piano, Roland Roland CR-78 caja de ritmos, Prophet-5 sintetizador en los temas 1, 2, 5, 6, 7, 10, 11, 12; Fender Rhodes, platillos
- John Giblin: bajo en temas 1, 9, 10, 12
- Daryl Stuermer: guitarras; banjo en tema 4
- Shankar: violines en temas 1, 5, 6; tambora en tema 5, "caja de voces" en tema 5
- Alphonso Johnson: bajo en temas 2, 3, 6, 7, 11
- J. Peter Robinson: Prophet en tema 3
- Joe Partridge: slide en tema 4
- Stephen Bishop: coros en tema 2
- Eric Clapton: guitarras en temas 4 & 11
- Arif Mardin: arreglos de cuerdas en temas 8 y 11
- Cornos Phenix EWF:
  - Don Myrick: saxofón alto y tenor, solo de saxofón alto en tema 11
  - Louis Satterfield: trombón
  - Rahmlee Michael Davis y Michael Harris: trompetas, fiscornos en tema 11
  - Ronnie Scott: saxofón tenor, solo en tema 7
- Otros coros on tema 6 por "coro de varios niños" en Los Angeles, California

## Listas

### Álbum
| 1981                                                          | 1 | 7 | 1 | 2 | 4 | 2 | 3 | 5 | 1 | 2 |
| "—" denotes releases that did not chart or were not released. |   |   |   |   |   |   |   |   |   |   |

### Sencillos
| Año                                                           | Título                            | Listas | Listas | Listas   | Listas | Listas | Listas | Listas | Listas      | Listas     | Listas | Listas | Listas | Listas | Listas | Listas |
| Año                                                           | Título                            | UK     | USA    | USA Rock | CAN    | AUS    | NZ     | ALE    | HOL Top 100 | HOL Top 40 | AUT    | FRA    | IRL    | NOR    | SUE    | SUI    |
| ------------------------------------------------------------- | --------------------------------- | ------ | ------ | -------- | ------ | ------ | ------ | ------ | ----------- | ---------- | ------ | ------ | ------ | ------ | ------ | ------ |
| 1981                                                          | "In the Air Tonight"              | 2      | 19     | 2        | 2      | 3      | 6      | 1      | 2           | 1          | 1      | 1      | 2      | 4      | 1      | 1      |
| 1981                                                          | I Missed Again                    | 14     | 19     | 8        | 6      | 88     | 35     | 23     | 28          | —          | —      | —      | 12     | —      | —      | —      |
| 1981                                                          | If Leaving Me Is Easy             | 17     | —      | —        | —      | —      | —      | 61     | —           | —          | —      | —      | 25     | —      | —      | —      |
| 1981                                                          | "Behind the Lines"                | —      | —      | 58       | —      | —      | —      | —      | —           | —          | —      | —      | —      | —      | —      | —      |
| 1981                                                          | "Thunder and Lightning"           | —      | —      | —        | —      | —      | —      | —      | —           | —          | —      | —      | —      | —      | —      | —      |
| 1988/1989                                                     | "In the Air Tonight ('88 Remix)"  | 4      | —      | —        | —      | 47     | —      | 3      | 17          | 23         | 4      | 20     | 6      | —      | —      | 2      |
| 2007/2008                                                     | "In the Air Tonight" (Re-release) | 14     | —      | —        | —      | —      | 1      | —      | —           | —          | —      | —      | 32     | —      | —      | —      |
| "—" denotes releases that did not chart or were not released. |                                   |        |        |          |        |        |        |        |             |            |        |        |        |        |        |        |

### Certificación
| País     | Ventas     | Certificación |
| -------- | ---------- | ------------- |
| Alemania | 1,750,000+ | 7x Oro        |

## Recepción
William Allmusic Ruhlmann hizo un comentario de Collins acerca de Face Value: "Collins demuestra que fue un cantante apasionado (y el batería especial) con un regalo para ambas sentidas baladas y roqueros gruñendo". Steve Pond de la revista Rolling Stone lo calificó tres de las cinco estrellas. Explicó que "Collins mantiene el tono de voz de fluido que ha desarrollado últimamente en el grupo Génesis, sin embargo, ignora el grupo de alto soplado presunciones a favor de algún básica pop y R&B lecciones". También hizo un llamado el álbum "La música pop de confusión personal". Sin embargo, afirmó que "el corazón roto del cantante es muy clara en el disco, y abundan los errores musicales".